# 特热邦圣母柱
特热邦圣母柱（Sloup Neposkvrněné Rodičky Boží Panny Marie；Mariánský sloup v Třeboni）是来自捷克布杰约维采的雕塑家利奥波德•休伯的作品， 位于特热邦的马萨里克广场的约旦喷泉（Jordanovy kašny）旁，已列为捷克共和国国家文物。

## 历史
圣母柱建于1780-1781年，由特热邦市民伊丽莎白和约翰·皮尔斯出资，作者是来自捷克布杰约维采的雕塑家利奥波德•休伯（约1702-1800年）。建造柱子的石灰石来自奥地利埃根堡。1780年12月，圣母玛利亚雕像安放到柱子上。1781年6月5日，巴伐利亚奥斯定修道院的院长为其祝圣。
1822年，市政当局出资修复了这座雕像。1894年，来自因德日赫赫拉德茨的雕塑家弗兰蒂克·鲁斯进行了另一次修复。1958年，特热邦圣母柱公布为保护文物。2007-2008年，雕塑家和修复家进行了最后一次翻新。

## 说明

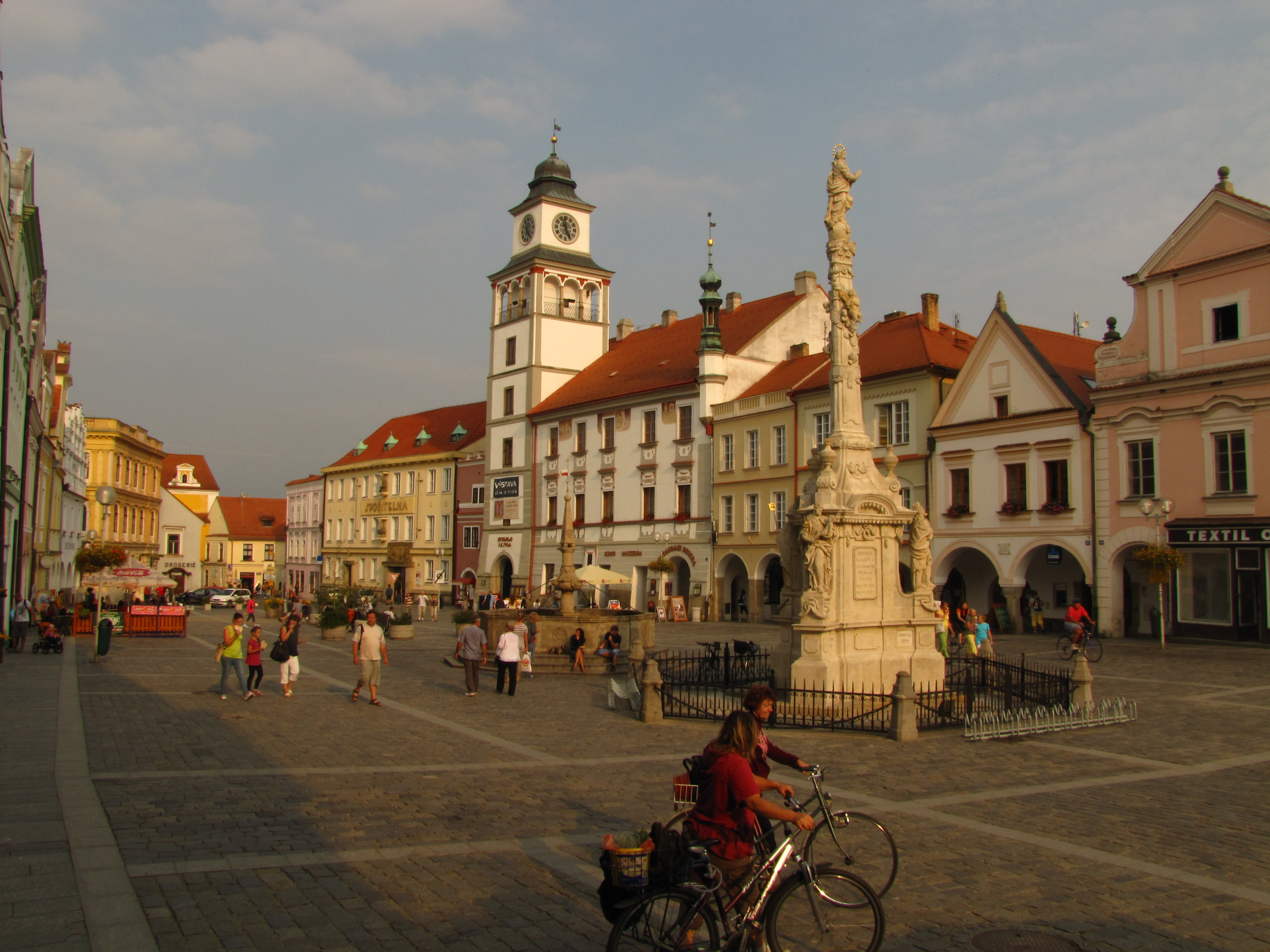
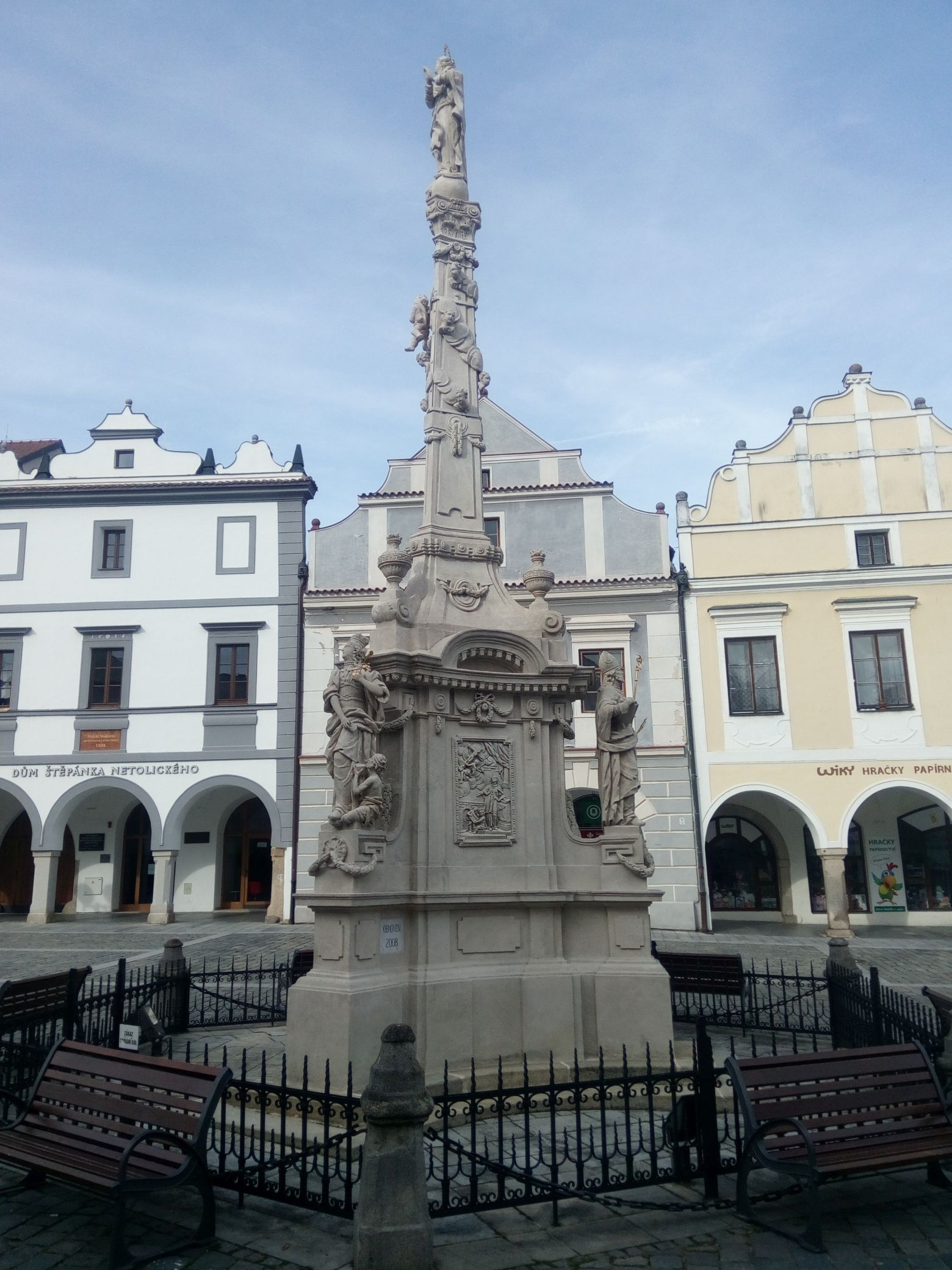
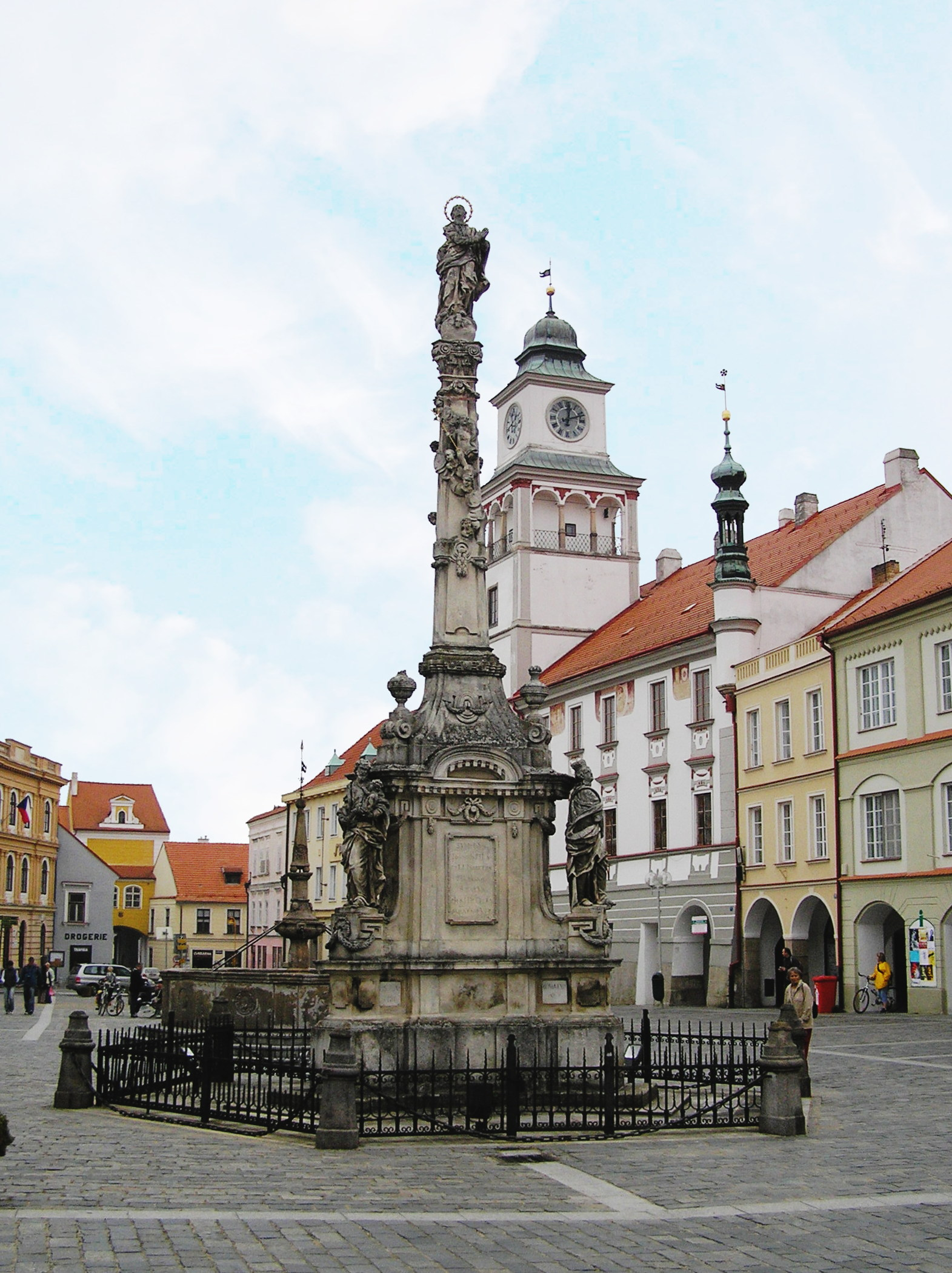
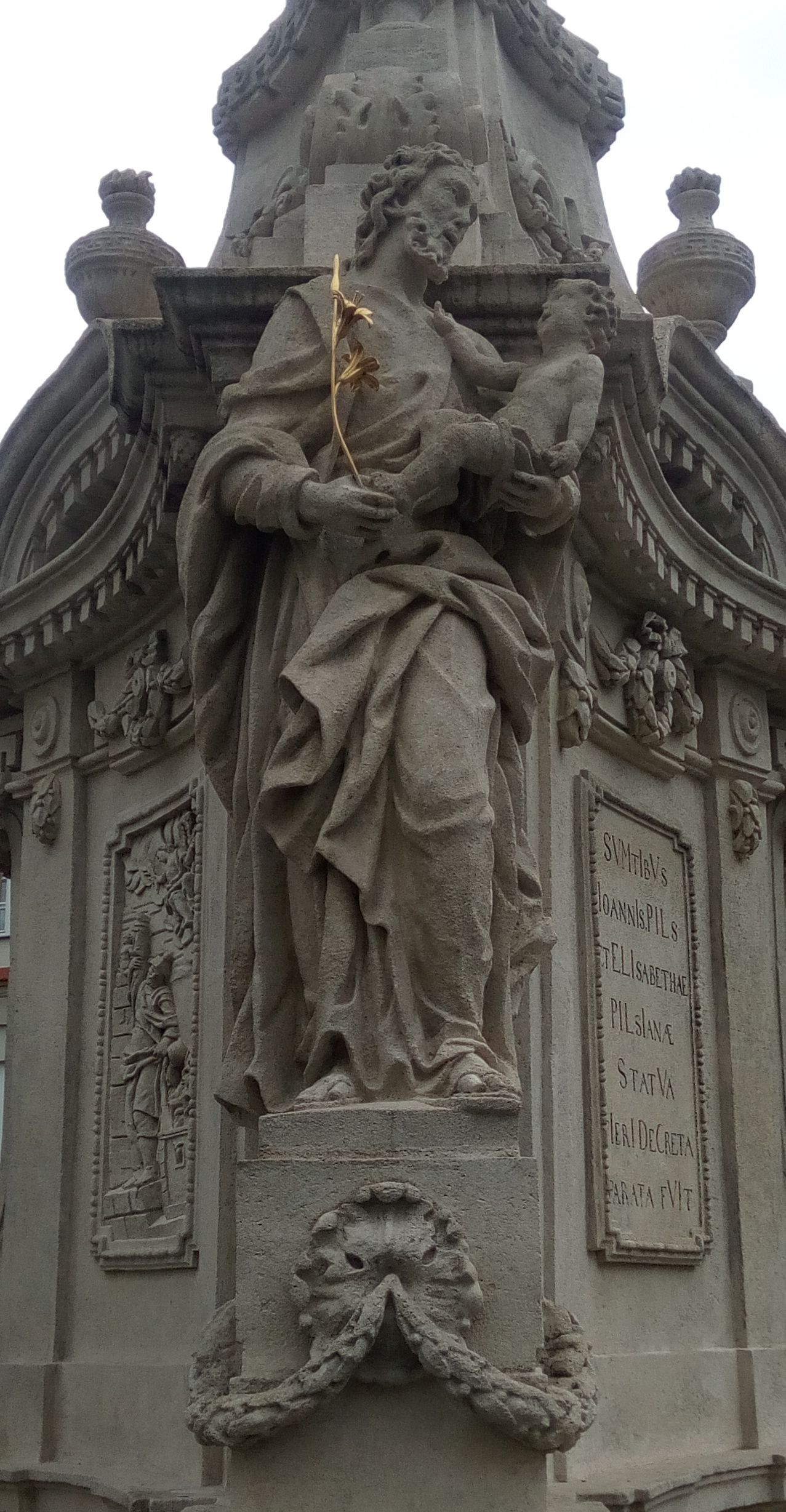
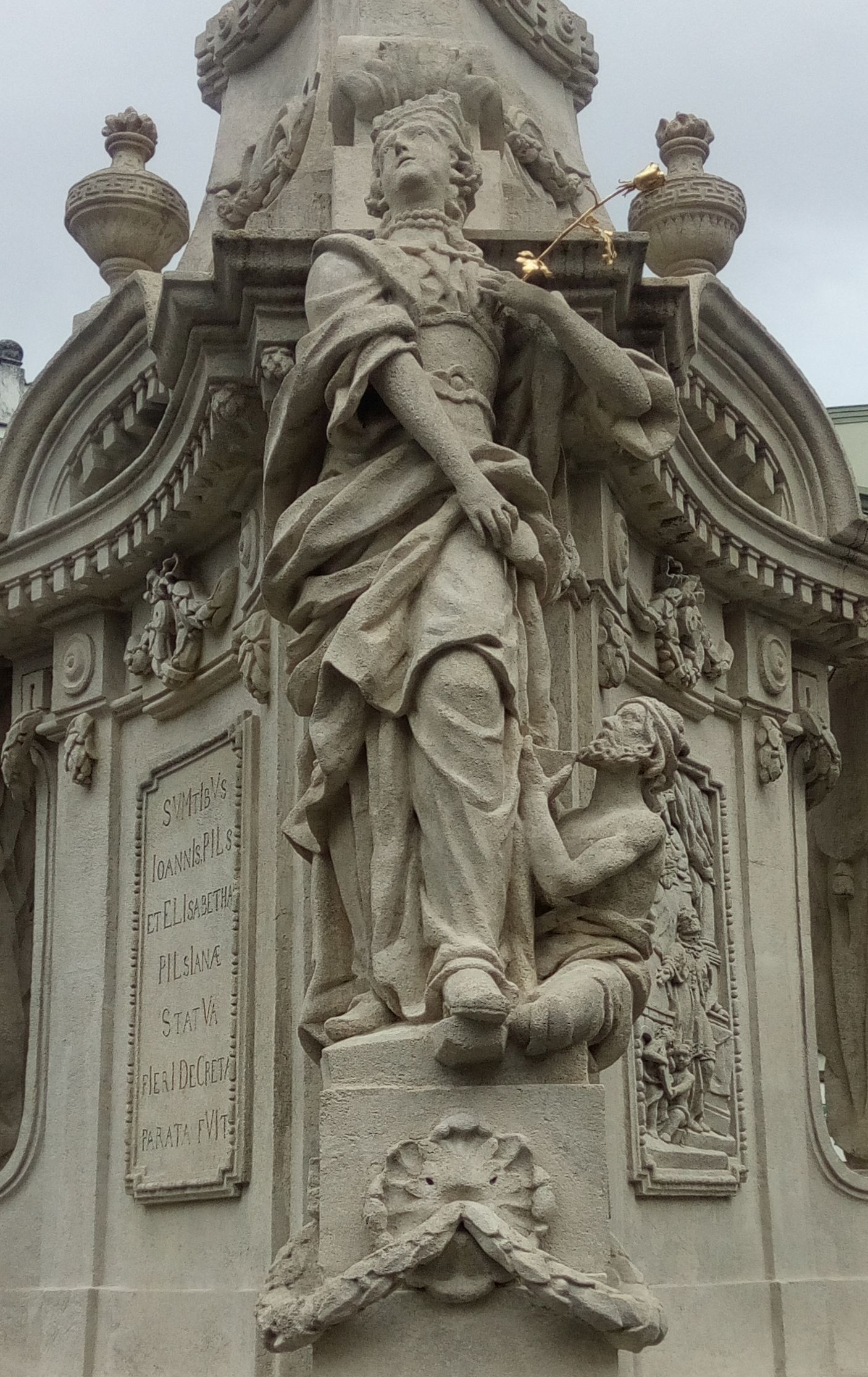
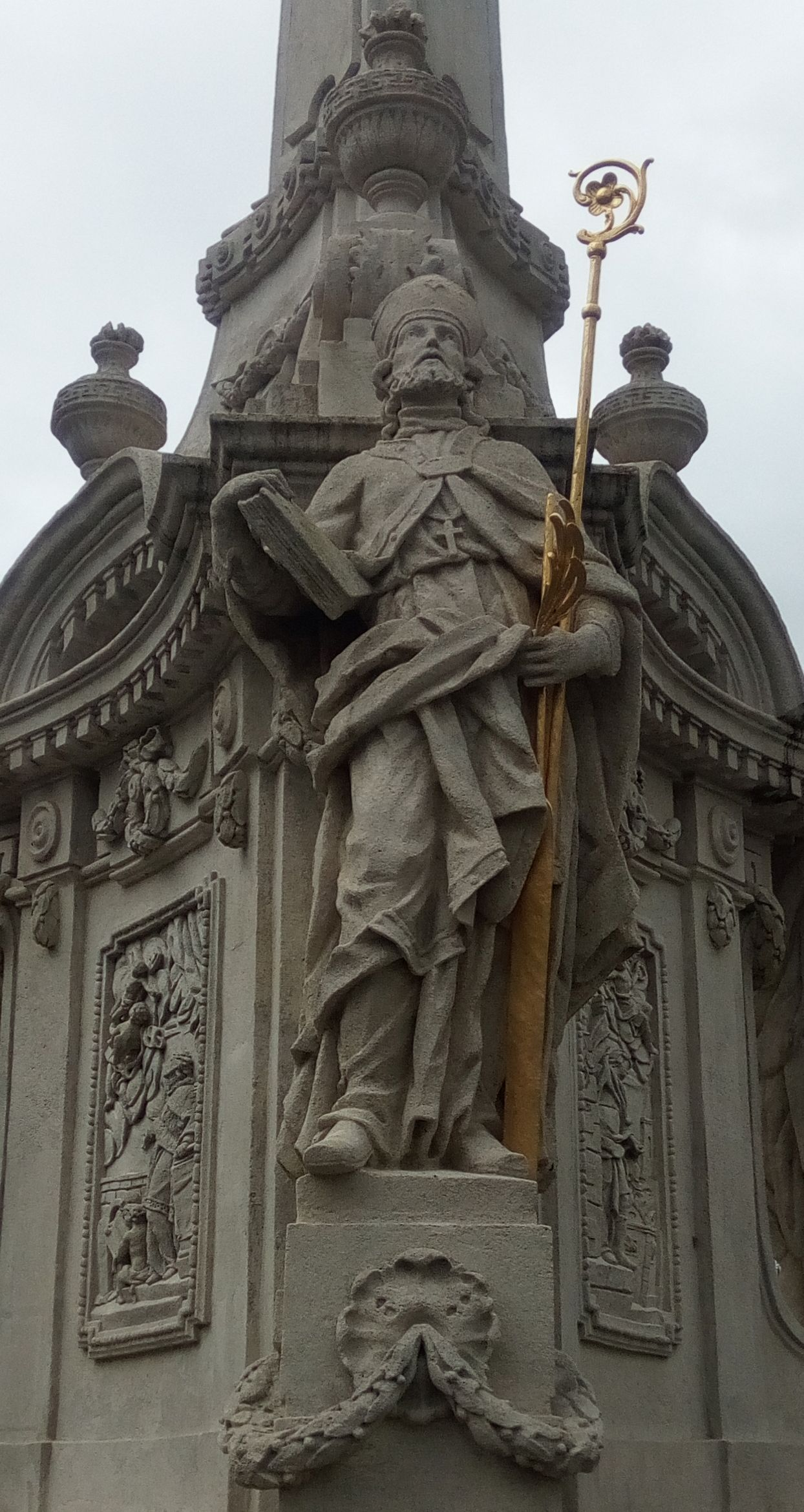
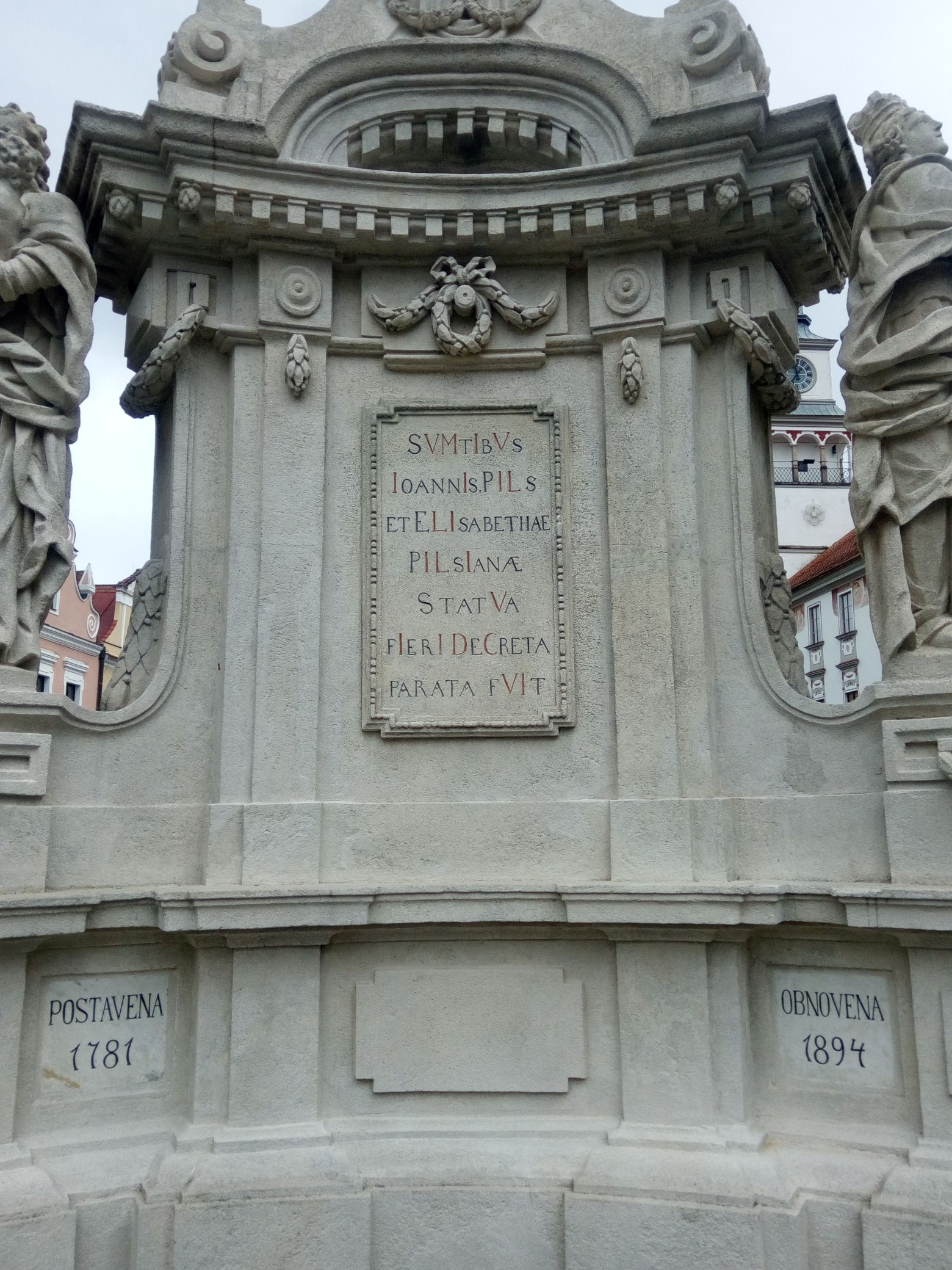
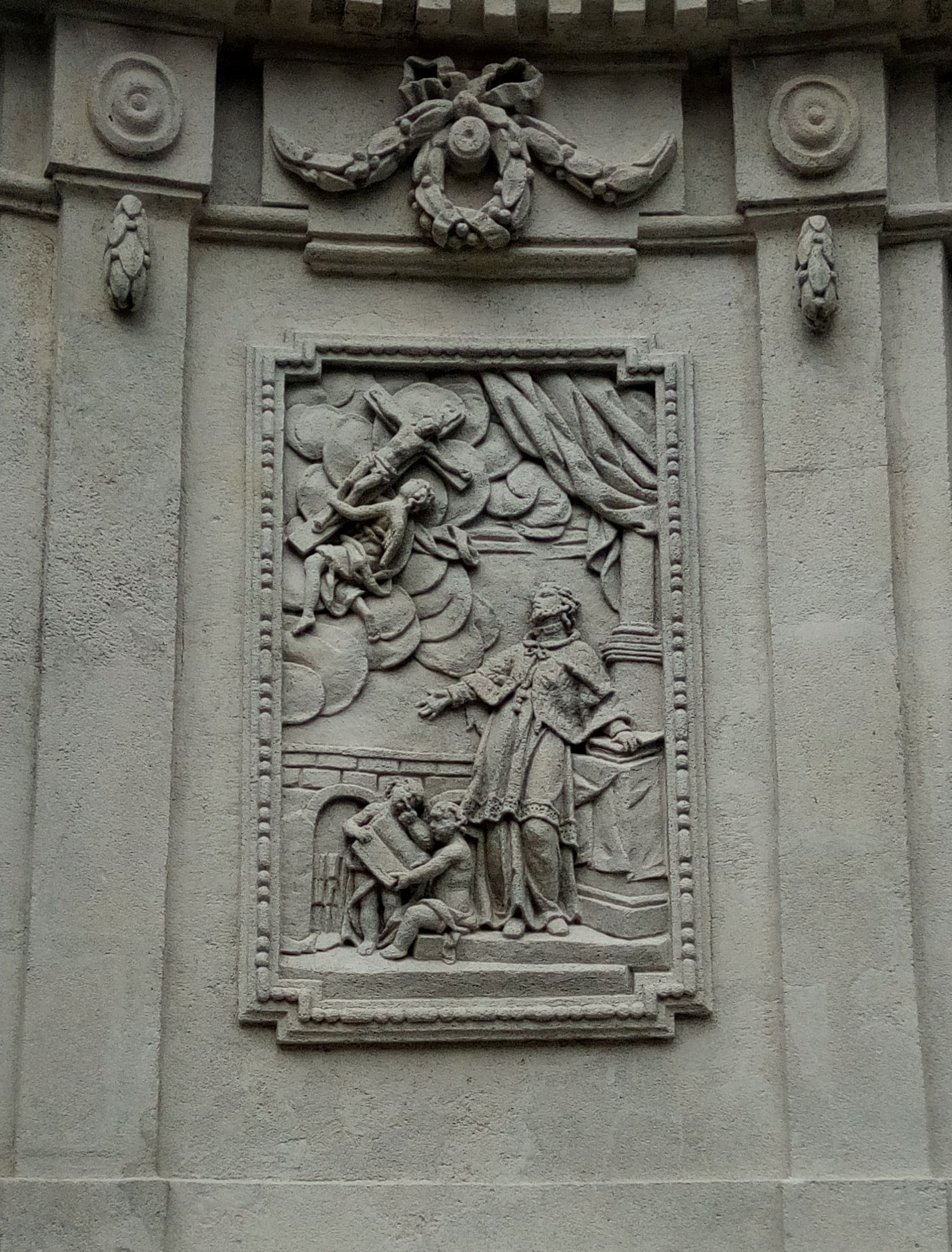
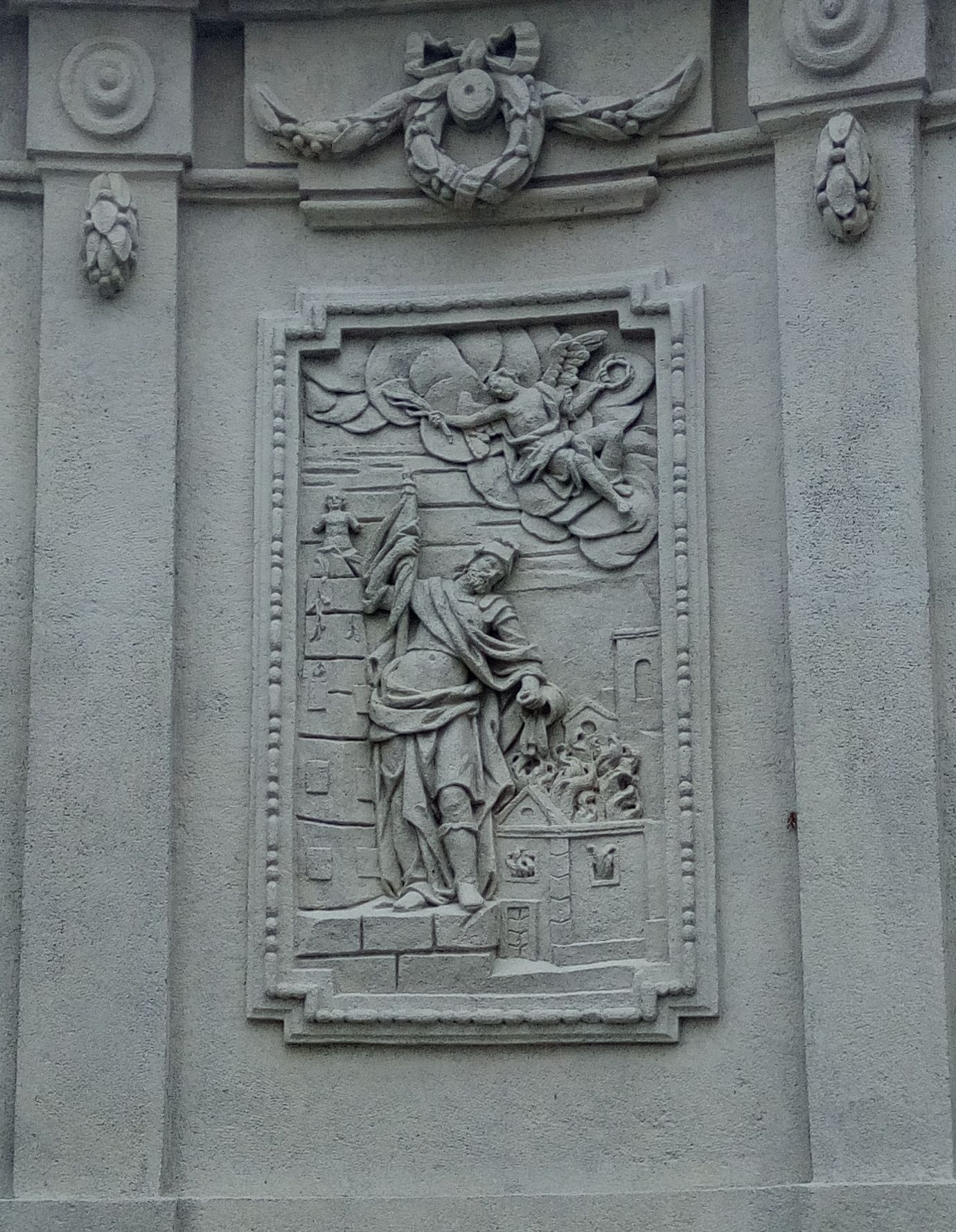
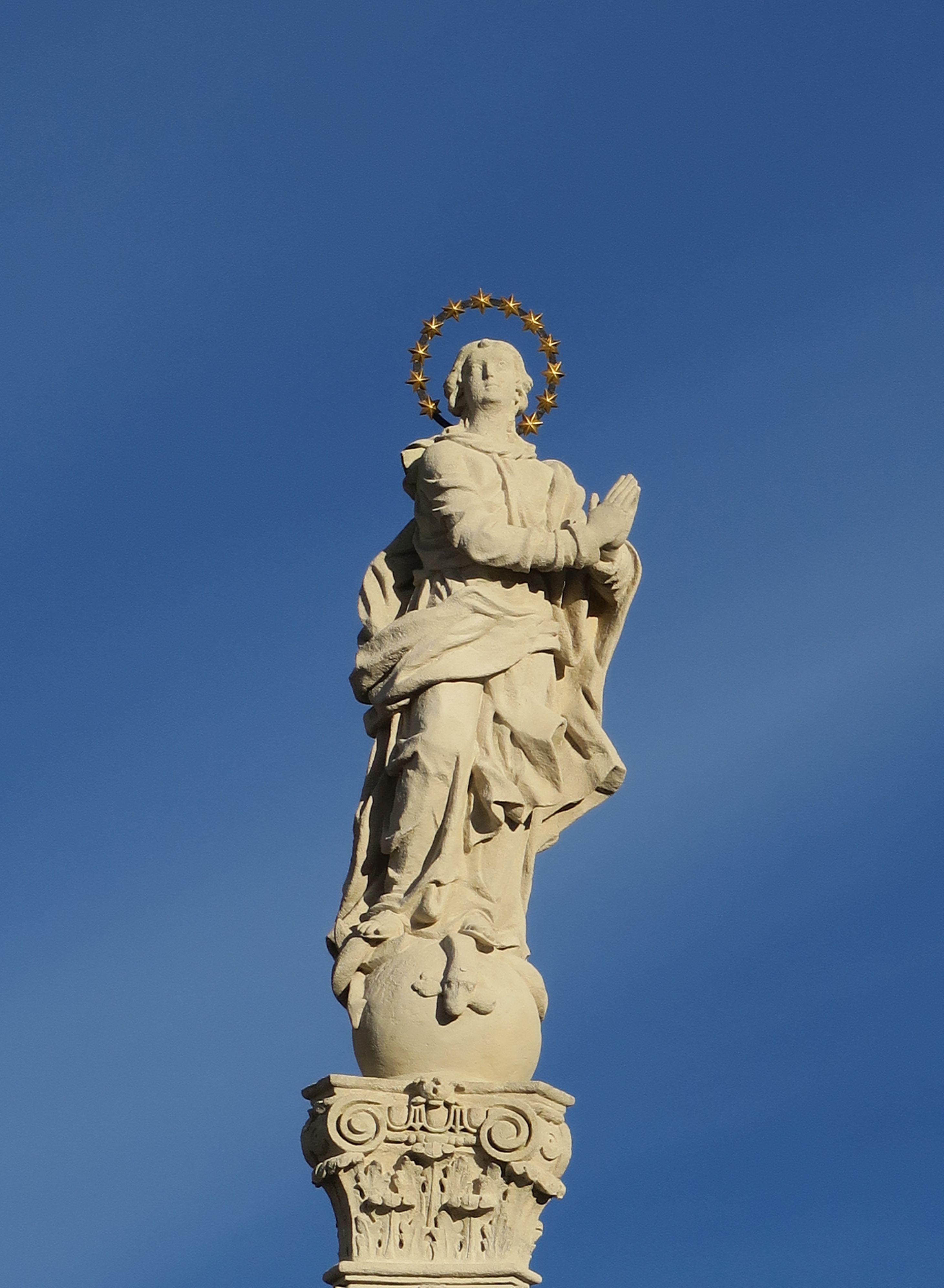

立柱采用巴洛克风格，带有古典主义元素。